# Групова збагачувальна фабрика «Шахтарська»
Групова збагачувальна фабрика «Шахтарська» — є найстарішою з діючих в Україні фабрик, яка стала до ладу ще у 1930 році (проект «Дондіпрошахту»), маючи виробничу потужність 400 тис. тонн на рік. Після її відбудови у 1945 році та реконструкції у 1963 році річна потужність була підвищена до 1620 тис. тонн, а в подальшому — до 2250 тис. тонн на рік. Технологічна схема передбачала збагачення антрациту 6—100 мм у мийних жолобах, які у 1970 році було замінено на відсаджувальні машини. Клас 0-6 мм відвантажується на пилоподібне спалювання окремим сортом АШ. Збагачений антрацит 6—100 мм розсортовується на товарні сорти за стандартною шкалою: АКО (25—100 мм), АМ (13—25 мм), АС (6—13 мм). Суттєвими вадами для фабрики є надмірно високий ступінь зносу основних фондів і недосконалість водно-шламового господарства, яке працює з виділенням у значних кількостях високозольного енергетичного шламу.
Місце знаходження: м.Шахтарськ, Донецька обл., залізнична станція Постникове.